# 勞動基準保障核心條約
勞動基準保障核心條約，是國際勞工組織（ILO）所公佈的一連串有關勞工勞動基準保障的條約，其目的在於希望能夠建立一個全球通用的勞工保障規範體系和目標，其中有七大核心條約連結了國際勞工組織發展的目標及展望，分別是《強迫勞動公約》、《結社自由及組織保障公約》、《組織權及團體協商權原則之應用公約》、《男女勞工同工同酬公約》、《廢止強迫勞動公約》、《就業與職業歧視公約》及《最低年齡公約》。

## 背景
早在二十世紀初，歐洲工業先進國家即曾在瑞士伯恩舉行之國際勞工會議中，通過禁止製造、進口或販賣含有白磷之公約，堪稱是各國建立國際勞動基準之先河。自第一次世界大戰後，國際勞工組織更開始著手推動有關國際勞動公約及建議書，而在不到二十年期間，即已通過多達六十七項相關之公約，其中不乏是保障勞動者基本人權之國際勞動基準者,而為此類國際規範之建構奠定堅實之基準。

## 1944年費城宣言
費城宣言重申了國際勞工組織觀點，並且將其分成兩個大方向：
1. 對於核心人權的社會政策
2. 隨著世界大戰的結束以滿足全球經濟計畫的需求

費城宣言圍繞著國際勞工組織的目標及目的，大部分宣言的需求都是由部分美國和西方歐洲勞工公會以及國際勞工組織的文獻共同實行整合出來的結果。

## 國際勞工組織七項核心條約[1]

### 第29號《強迫勞動公約》
“強迫或強制勞動＂一詞係指以任何懲罰相威脅，強迫任何人從事的非本人自願的一切勞動或服務。主管當局不得為了私人、公司或社團的利益而徵用或准許徵用強迫或強制勞動；行政官員即使有職責鼓勵所轄居民從事某種形式的勞動，也不得強迫這些居民或其中任何個人為私人、公司或社團而工作。另外，第9條提及四點'一切有權徵用強迫或強制勞動的當局，在決定使用這種勞動前應查明以下各點：
1. 待進行的勞動或服務對於被徵從事勞動或服務的村鎮具有直接的重要利益
2. 該勞動或服務有現實的或迫切的必要性
3. 為進行這一勞動或服務，儘管提供了至少不低於該地區同類勞動或服務的工資標準和勞動條件，仍無法找到自願的勞動力
4. 考慮到現有居民的勞動力狀況及其勞動能力，使這種勞動或服務不致對他們造成過重的負擔[2]

### 第87號《結社自由及組織保障公約》
工人和僱主應毫無區別地有權不經事先批准建立和參加他們自己選擇的組織，其唯一條件是遵守有關組織的規章。而第3條提及工人組織和僱主組織應有權制定其各自組織的章程和規則，充分自由地選舉其代表，自行管理與安排活動，並制訂其行動計劃而公共當局應避免進行任何旨在限制這種權利或妨礙其合法行使的干涉。另外，第5條表示工人組織和僱主組織有權建立和加入聯合會和同盟會，任何工人組織、僱主組織、聯合會或同盟會，均有權參加工人的和僱主的國際組織。

### 第98號《組織權及團體協商權原則之應用公約》
第1條提及工人應享有充分的保護，以防止在就業方面發生任何排斥工會的歧視行為；而這種保護應特別應用於針對含有以下目的的行為：
1. 將不得加入工會或必須放棄工會會籍作為僱用工人的條件
2. 由於工人加入了工會或者在業餘時間或經僱主許可在工作時間參加了工會活動而將其解僱，或以其他手段予以打擊。

第2條說到，工人組織和僱主組織均應享有充分的保護，以防止在組織的建立、運轉和管理等方面發生一方直接或通過代理人或會員干涉另一方的任何行為。 特別是其意在促使建立受僱主或僱主組織操縱的工人組織的行為，或者通過財政手段或其他方式支持工人組織以期把它們置於僱主或僱主組織控制之下的行為，應被認為構成本條所稱的干涉行為。

### 第100號《男女勞工同工同酬公約》
“報酬”一詞包括因工人就業而由僱主直接或間接以現金或實物向其支付的常規的、基本或最低的工資或薪金，以及任何附加報酬；“對男女工人同等價值的工作付予同等報酬”一詞，係指不以性別歧視為基礎而確定的報酬標準。第3條提及三點
1. 只要以下行動能有助於本公約條款的實施，應採取措施以需從事的工作為依據，促使對各種工作崗位進行客觀評定。
2. 用以進行這種評定的方法得由負責確定報酬標準的當局決定，或如此種標準係由集體協議確定，則由協議各方予以決定。
3. 經此種客觀評定所確定的不論性別而依所從事工作的差別而造成相應的工人之間標準的差距不應被認為違反對男女工人同等價值的工作付予同等報酬的原則。[5]

### 第105號《廢止強迫勞動公約》
禁止強迫或強制勞動，並不以下列任何形式使用強迫或強制勞動：
(a) 作為一種政治強制或政治教育的手段，或者作為對持有或發表某些政治觀點或表現出同既定的政治、社會或經濟制度對立的思想意識的人的一種懲罰；
(b) 作為動員和利用勞動力以發展經濟的一種方法；
(c) 作為一種勞動紀律的措施；
(d) 作為對參加罷工的一種懲罰；
(e) 作為實行種族、社會、民族或宗教歧視的一種手段。

### 第111號《就業與職業歧視公約》
1. .“歧視”一詞包括：(a)基於種族、膚色、性別、宗教、政治見解、民族血統或社會出身等原因，具有取消或損害就業或職業機會均等或待遇平等作用的任何區別、排斥或優惠；(b)有關會員國經與有代表性的僱主組織和工人組織 ( 如存在此種組織 ) 以及其他適當機構協商後可能確定的、具有取消或損害就業或職業機會均等或待遇平等作用的其他此種區別、排斥或優惠。
2. 對一項特定職業基於其內在需要的任何區別、排斥或優惠不應視為歧視。
3. “就業”和“職業”二詞所指包括獲得職業培訓、獲得就業和特定職業，以及就業條款和條件。[7]

### 第138號《最低年齡公約》
第3條提及，
1. 准予從事按其性質或其工作環境很可能有害年輕人健康、安全或道德的任何職業或工作類別，其最低年齡不得少於十八歲。
2. 本條第1款適用的職業類別應由國家法律或條例，或由主管當局在與有關的僱主組織和工人組織（如存在此種組織）協商後確定。
3. 儘管有本條第1款的規定，國家法律或條例，或主管當局在與有關的僱主組織和工人組織（如存在此種組織）協商後可准予從十六歲起就業或工作，條件是必須充分保護有關年輕人的健康、安全和道德，這些年輕人並須在有關的活動部門受過適當的專門指導或職業訓練。

另外第7條說到，
1. 國家法律或條例得允許年齡為十三至十五歲的人在從事輕工作的情況下就業或工作，這種工作是：（a） 大致不會危害他們的健康或發育；並（b） 不會妨礙他們上學、參加經主管當局批准的職業指導或培訓計劃或從所受教育中獲益的能力。
2. 國家法律或條例還得允許年齡至少為十五歲但還未完成其義務教育的人從事符合本條第1款（a）和（b）項所要求的工作。
3. 主管當局應確定按照本條第1和第2款的規定得被允許就業或工作的活動，並應規定從事此種就業或工作的工作小時數和工作條件。[8]